# 나탈리아 발레예바
나탈리아 발레예바(이탈리아어·루마니아어: Natalia Valeeva, 러시아어: Ната́лья Рифа́товна Вале́ева 나탈리야 리파토브나 발레예바[*], 1969년 11월 15일~)는 몰도바 태생의 이탈리아의 양궁 선수이다. 소련과 몰도바 국가대표로 활동하여 1992년 하계 올림픽에서 개인전과 단체전 동메달을 획득했다. 이후 1997년에 이탈리아로 귀화하여 이탈리아 국가대표 선수로 활약했다.

## 경력
소련의 몰도바 소비에트 사회주의 공화국에서 태어났다. 소련 양궁 국가대표 선수로 활동하였고, 소련 붕괴 직후 1992년 바르셀로나에서 열린 1992년 하계 올림픽에 올림픽 연합 선수단 소속으로 출전하여, 개인전에서 대한민국의 조윤정과 김수녕에 이어 동메달을 획득하였고, 이어 단체전에서도 동메달을 획득했다.
1996년에는 몰도바 국가대표로 애틀랜타에서 열린 1996년 하계 올림픽에 출전하였다. 같은 해에 이탈리아의 양궁 선수인 로베르토 코치와 결혼했으며, 1997년에 남편의 국가인 이탈리아로 귀화하였다. 2000년 시드니에서 열린 2000년 하계 올림픽에 이탈리아 국가대표로 출전하여 개인전 7위를 기록하였고, 아테네에서 열린 2004년 하계 올림픽에서 개인전 9위를 기록하였다.
2007년 독일 라이프치히에서 열린 세계 선수권 대회 개인전에서 대한민국의 박성현을 꺾고 우승하여 30대 후반에도 녹슬지 않은 기량을 보였다.
2008년 베이징에서 열린 2008년 하계 올림픽에도 출전하였으나, 개인전 2회전에서 대한민국의 주현정에게 패하여 탈락하였다.